# زالاکووش‌کوت
زالاکووش‌کوت (به مجاری:  Zalaköveskút) یک منطقهٔ مسکونی در مجارستان است که در ناحیه کست‌هی واقع شده‌است.